# Střemošice
Střemošice település Csehországban, a Chrudimi járásban. Střemošice Luže, Libecina, Leština és Řepníky településekkel határos. Lakosainak száma 170 fő (2024. január 1.).

## Népesség
A település lakosságának változását az alábbi diagram mutatja:
| Lakosok száma | 556  | 469  | 497  | 355  | 267  | 169  | 175  | 169  | 161  | 170  |
|               | 1869 | 1900 | 1921 | 1961 | 1980 | 2011 | 2016 | 2019 | 2021 | 2024 |